# Mahamadou N'Diaye
Mahamadou N'Diaye, né le 21 juillet 1990 à Dakar au Sénégal est un footballeur international malien qui évolue au poste de défenseur.

## Palmarès
| Wydad Casablanca (1)                        | Vitória Guimarães (1)                                                                                        | ES Troyes AC (1)             |
| ------------------------------------------- | --- | ---------------------------- |
| - Championnat du Maroc : - Champion : 2010. | - Coupe du Portugal : - Vainqueur : 2013. - Finaliste : 2011. - Supercoupe du Portugal : - Finaliste : 2011. | - Ligue 2 - Champion : 2015. |